# Hans Lembke (Agronom)

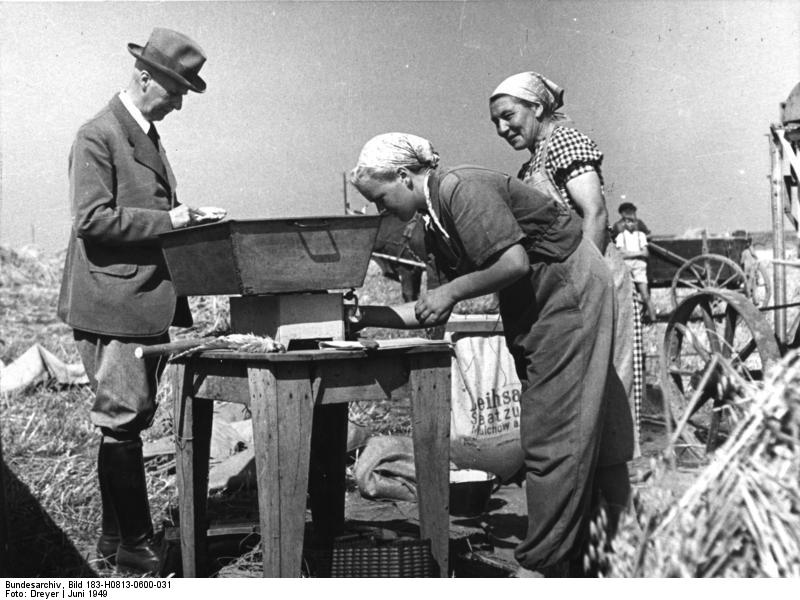
Hans Lembke prüft Saatgut (1949)

Hans Johannes Paul Ernst Ludwig Lembke (* 28. Mai 1877 in Malchow, Insel Poel; † 7. März 1966 in Rostock) war Pflanzenzüchter, Gutsbesitzer und Professor für Pflanzenzucht an der Universität Rostock. Er züchtete zuerst frostresistente Ackerpflanzen, Raps und Rübsen sowie Rotklee, verschiedene Gräserarten, Winterweizen, Hafer und Kartoffeln.

## Leben
Lembke übernahm 1897 das väterliche Gut in Malchow und begann dort mit der systematischen Pflanzenzucht. 1911 wurde Lembke Winterraps als erste Zuchtsorte des bis dahin nur in der bäuerlichen Praxis vermehrten Rapses anerkannt. Die Sorte zeichnete sich vor allem durch erhöhte Winterhärte und größeren Samenertrag aus. Während des Ersten Weltkriegs war Lembke Mitglied des Kriegsausschusses für pflanzliche und tierische Oele und Fette.
Ab 1920 spezialisierte Lembke sich auf die Züchtung neuer Kartoffelsorten, die bald wirtschaftliche Bedeutung erlangten. 1925 wurde ihm seine erste Ehrendoktorwürde an der Universität Rostock verliehen. Im „Dritten Reich“ wirkte er von 1934 an innerhalb des Reichsnährstands im Reichsverband der landwirtschaftlichen Pflanzenzüchter. Dort leitete Lembke die Abteilung Futterpflanzensaatgut und saß der Fachabteilung Sonderkulturen vor. In diesen Funktionen setzte er sich insbesondere für den Erlass der Saatgutverordnung von 1934 ein, nach der nur noch vom Reichsnährstand offiziell anerkanntes Saatgut verwendet werden durfte.
Im Juli 1945 wurde er zunächst enteignet und wenige Wochen später als Leiter seines ehemaligen Saatzuchtbetriebes in Malchow eingesetzt. Sein Sohn Hans-Georg Lembke wurde im November 1945 aus britischer Kriegsgefangenschaft entlassen und gründete in Hohenlieht die Norddeutsche Pflanzenzucht GmbH, die auf dem gleichen Gebiet wie der väterliche Betrieb aktiv wurde. 1946 wurde Hans Lembke zum Professor mit dem Lehrauftrag für Pflanzenzüchtung an die Universität Rostock berufen. 1952 erhielt er den Lehrstuhl für Pflanzenzüchtung, 1958 erfolgte seine Emeritierung. 1959 wurde ihm die Ehrendoktorwürde der Martin-Luther-Universität Halle-Wittenberg und 1959 der Justus-von-Liebig-Preis verliehen.
Lembke war mit Luise Ulrike Karoline (27. August 1879–11. Februar 1942), geb. Wesenberg, verheiratet, sie hatten vier Kinder, zu denen auch die Agrarhistorikerin Gertrud Schröder-Lembke (1908–2006) zählte.
1992 erwarb das Unternehmen Norddeutsche Pflanzenzucht das ehemalige staatliche Institut für Öl- und Futterpflanzenforschung Hans Lembke in Malchow. Damit waren die beiden Pflanzenzuchteinrichtungen, die auf Hans Lembke zurückgehen, in der Form eines Unternehmens vereint.

## Darstellung Lembkes in der bildenden Kunst der DDR
- Heinrich Drake: Büste des Agrarwissenschaftlers Prof. Dr. Hans Lembke (1962, Porträtbüste, Bronze; in der Säulenhalle der Landwirtschaftlichen Fakultät der Humboldt-Universität Berlin)[6]